# Käärdi
Käärdi – osiedle (alevik) w Estonii, w prowincji Tartu, w gminie Elva. W 2021 miało ono 518 mieszkańców.

## Historia
Käärdi należało do gminy Rõngu przed reformą administracyjną samorządów lokalnych w 2017 roku..